# イザック・ジダ
ヤクーバ・イザック・ジダ（フランス語: Yacouba Isaac Zida、1965年11月16日 - ）は、ブルキナファソの軍人（中佐）。2014年の反政府運動により、11月に暫定的に国家元首（大統領）に就任。数週間後、民間人のミシェル・カファンドが彼の代わりに国家元首に就任し、カファンドによって暫定首相に任命された。日本のメディアでは氏名はイザック・ヤクーバ・ジダとも書かれ、外務省ではジダ・イサックと表記されている。

## 経歴
1989年までワガドゥグー大学で英語を学んだ後、国外（モロッコ、台湾、カナダ、カメルーン）で軍事訓練を受ける。
その後、リヨン第三大学で国際経営学の修士号を取得。ブレーズ・コンパオレ大統領の下で大統領警備隊の副司令官に任命され、2008年から2009年の間、コンゴ民主共和国の国連平和維持活動に従事。

## 2014年ブルキナファソ反政府運動
2014年10月31日、反政府運動の最中、コンパオレ大統領が辞任。当初、軍はオノレ・トラオレ陸軍参謀長が国家元首に就任すると発表していたが、数時間後、ジダや街頭デモを指揮した市民グループが異議を唱え、11月1日、軍は全会一致で2015年の大統領選挙まで、ジダが暫定的な国家元首となることを支持した。
11月17日、民間人のミシェル・カファンドがジダの代わりの暫定大統領に指名され、翌18日に就任。翌19日にジダはカファンドによりブルキナファソの首相に任命された。
11月23日、暫定政府により首相の他に防衛大臣も兼任することとなった。

## 2015年ブルキナファソクーデター
2015年9月16日に大統領警備隊がジダとカファンドと閣僚2人の身柄を拘束した。翌17日にクーデターが宣言され、国民民主評議会によって暫定政府は解散させられた。
9月22日に開放され、翌23日にクーデター終結宣言が出され暫定首相に復帰した。
（詳しくは2015年ブルキナファソクーデター）。

## 首相退任
2015年12月29日、ロック・マルク・クリスチャン・カボレが大統領に就任するのに伴い、暫定政府は役割を終え、ジダも退任することとなった。2016年1月6日、カボレ大統領の任命により、ポール・カバ・ティエバが後任の首相に就任。

## 退任後
首相退任後の2016年1月、ジダはカボレ大統領の許可を得て、家族のいるカナダに渡航。しかし、渡航期限の2月15日になっても帰国せず、同年12月、カボレ大統領は「ジダは脱走を理由に軍から追放される」と表明した。

## 人物
既婚。3人の子供がいる。